# Emesia Chizunga
Emesia Chizunga (sinh ngày 3 tháng 3 năm 1954) là một vận động viên chạy cự ly trung bình Malawi. Bà đã thi đấu ở nội dung 800 mét nữ tại Thế vận hội Mùa hè năm 1972.